# Jaume Bosch i Pugès
Jaume Bosch i Pugès (San Baudilio de Llobregat, 17 de diciembre de 1951) es un político que fue alcalde de San Baudilio de Llobregat entre 2007 y 2014.
De joven participó en la fundación del Agrupament Escolta Sant Ramon Nonat. Más tarde tuvo responsabilidades dentro del escultismo católico a nivel de Cataluña, de España y de Europa. 
Es licenciado en Derecho por la Universidad de Barcelona.
En las elecciones municipales de 2003 se presentó, aún como independiente, por las listas del PSC. Fue elegido Primer Teniente de Alcalde, y asumió las responsabilidades de Urbanismo, Promoción Económica, Proyectos y Obras Públicas, Infraestructuras y la presidencia del antiguo Patronato Municipal de Cultura y Juventud.
Encabezó la candidatura socialista a las elecciones municipales de 2007, obteniendo el PSC la mayoría absoluta. Inició una nueva etapa como alcalde al frente del Ayuntamiento de San Baudilio de Llobregat, formando una coalición de gobierno que incorpora a 21 de los 25 concejales y cuatro formaciones políticas: PSC, ICV, CiU y ERC.
Celebradas las elecciones municipales de 2011 reeditó la alcaldía con un pacto entre del PSC 10 concejales e ICV 4 concejales, quedando en la oposición los 5 concejales del PP los 3 de CiU y los 3 de PxC. 
El 9 de mayo de 2014 fue sustituido en el cargo por Lluïsa Moret.